# Eldorado (Mato Grosso do Sul)
Eldorado é um município brasileiro no estado de Mato Grosso do Sul, Região Centro-Oeste do país. Está situado às margens do Rio Paraná e tem Morumbi como distrito.
Eldorado, município do estado de Mato Grosso do Sul, está localizada ao sul do estado, em região próxima à divisa do estado do Paraná e também ao Paraguai. A cidade é popularmente conhecida como "capital da melancia" devido à alta produção da fruta, responsável por parte dos giros financeiros da cidade. A cidade também é conhecida pelo grande contrabando de cigarros paraguaios, que ocorrem desde a época de 70.

## Geografia

### Localização
O município de Eldorado está situado no sul da região Centro-Oeste do Brasil, no sudoeste de Mato Grosso do Sul (Microrregião de Iguatemi). Localiza-se a uma latitude 23º47'13" sul e a uma longitude 54º17'01" oeste. 

#### Distâncias
- 441 km da capital estadual (Campo Grande)
- 1 381 km da capital federal (Brasília).

### Geografia física
Solo
Latossolo roxo.
Relevo e altitude
Está a uma altitude de 342 m.
Clima, temperatura e pluviosidade
Está sob influência do clima subtropical (CFA). Um dos sete municípios de mato Grosso do Sul abaixo do Trópico de Capricórnio.
Hidrografia
Está sob influência da Bacia do Rio da Prata.
Vegetação
Se localiza na região de influência do Cerrado.

### Geografia política
Fuso horário
Está a -1 hora com relação a Brasília e -4 com relação a Greenwich.
Área
Ocupa uma superfície de 1 017,788 km², representando 0,29 % do Estado, 0,06 % da Região e 0,01 % de todo o território brasileiro.
Subdivisões
Eldorado (sede), Morumbi e Porto Morumbi
Arredores
Faz divisa com os municípios de Mundo Novo, Iguatemi e Itaquiraí.

## Sócio-econômicos
Eldorado tem mais de 11 mil habitantes, sendo que 70,26% da população é alfabetizada. O município tem três escolas de ensino fundamental e médio, um hospital, dois centros, dois postos de saúde, uma agências dos correios e três agências bancárias.
A principal atividade econômica de Eldorado é a pecuária. Além disso é o 11º produtor de mel de abelhas do Estado; 10º produtor de mandioca; 16º produtor de milho e 16º produtor de feijão.
Os principais ramos da indústria são: frigorífico de abate de bovinos; produtos alimentícios; minerais não metálicos; madeira; editorial e gráfica; metalúrgica; mobiliário e confecções de roupas.